# Type C1
Pour les articles homonymes, voir C1.

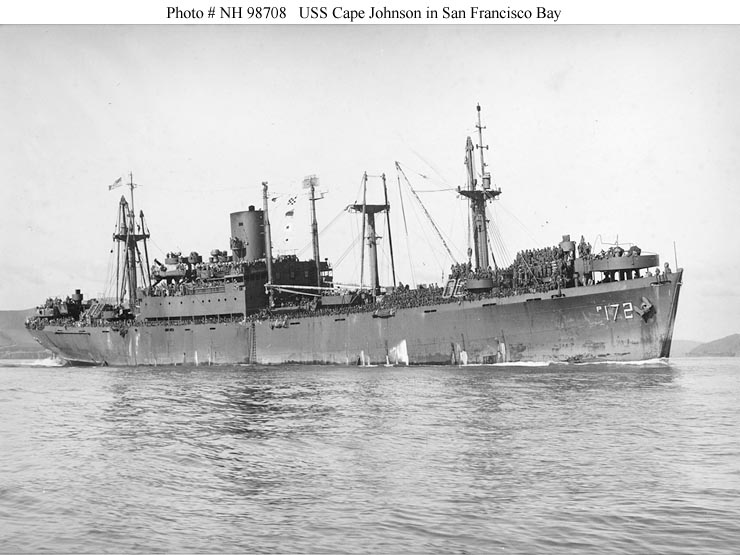
Le USS Cape Johnson, type C1-B.

Les navires de type C1 formaient une classe de petits cargos polyvalents conçus par la United States Maritime Commission à partir de 1939 et pendant la Seconde Guerre mondiale. Précédant les types C2 et C3, ils étaient aussi les plus petits.

## C1-A et C1-B
Les premiers navires de type C1 étaient les C1-A et C1-B, assez similaires. Les deux sous-classes pouvaient avoir soit une turbine à vapeur, soit un moteur Diesel, et atteignaient une vitesse maximale de 14 nœuds. La principale différence était que les C1-A possédaient un pont supplémentaire, à l'inverse des types C1-B.
Aux États-Unis, tous les C1-A ont été construits au chantier Pennsylvania Shipyards à Beaumont, Texas, tandis que les C1-B ont été construits dans six chantiers différents, la plupart au chantier Consolidated Steel Corporation à Wilmington, en Californie. À part les navires construits pour des armateurs particuliers avant la guerre, la majorité des C1-A et des C1-B avaient un nom en deux parties commençant par « Cape », comme le SS Cape Hatteras.
Le sous-type C1-S-AY1, construit entièrement par Consolidated en Californie, était un dérivé du C1-A/C1-B, utilisé comme transport de troupes par la Grande-Bretagne. Ces navires avaient un nom encore en deux parties, commençant par « Empire », comme pour le SS Empire Spearhead.

## Type C1-M
Les type C1-M étaient conçus pour des routes plus courtes, soit le long des côtes soit pour aller d'île en île dans l'océan Pacifique, et atteignaient une vitesse de 11 nœuds.
Il y eut plusieurs sous-types. Le C1-M-AV1, un cargo polyvalent avec soit un grand moteur Diesel ou une turbine à vapeur, était le modèle le plus répandu, avec 217 unités construites dans dix chantiers différents, un quart d'entre eux à Consolidated. Les navires étaient nommés avec « Knot » ou « Coastal ». 65 de ces navires durent construits pour l'United States Navy, et nommés d'après des comtés des États-Unis.
Un seul navire du sous-type C1-ME-AV6 fut construit, le SS Coastal Liberator, muni d'un moteur Diesel-électrique de 2 200 chevaux. Quatre navires du sous-type C1-MT-BU1 furent construits, tous des transporteurs de bois nommés d'après des espèces d'arbres.
Enfin, le dernier sous-type était le C1-M-AV8, muni d'une hélice à pas variable. Un seul navire fut construit en tant que tel, mais cinq d'un autre sous-type furent convertis en C1-M-AV8 pour la France.
La plupart des C1-M ont été vendus et démolis, mais certains sont encore en service dans des ONG comme Friend Ships, qui utilise l'ex-Pembina, appelé maintenant Spirit of Grace. Quelques navires sont encore en service commercial actif.

## Caractéristiques
| Type                   | C1-A     | C1-B     | C1-M     |
| ---------------------- | -------- | -------- | -------- |
| Longueur hors-tout     | 125,6 m  | 127,3 m  | 103,2 m  |
| Maître-bau             | 18,3 m   | 18,3 m   | 15,2 m   |
| Creux                  | 11,4 m   | 11,4 m   | 8,8 m    |
| Tirant d'eau           | 7,2 m    | 8,4 m    | 5,5 m    |
| Tonnage brut           | 5 028 t  | 6 750 t  | 3 805 t  |
| Port en lourd (vapeur) | 6 240 t  | 7 815 t  | N/D      |
| Port en lourd (Diesel) | 6 440 t  | 8 015 t  | 5 032 t  |
| Vitesse                | 14 nœuds | 14 nœuds | 11 nœuds |
| Puissance              | 3 000 kW | 3 000 kW | 1 300 kW |

## Nombre de navires construits
| Type      | Quantité | Noms                                                                       |
| --------- | -------- | -------------------------------------------------------------------------- |
| C1-A      | 67       | Noms en « Cape » (SS Cape Hatteras)                                        |
| C1-B      | 95       | Noms en « Cape »                                                           |
| C1-S-AY1  | 13       | Noms en « Empire » (SS Empire Spearhead)                                   |
| C1-M-AV1  | 217      | Noms en « Knot » (SS Emerald Knot) Noms en « Coastal » (SS Coastal Ranger) |
| C1-MT-BU1 | 4        | Noms d'arbres (SS California Redwood)                                      |
| C1-ME-AV6 | 1        | SS Coastal Liberator                                                       |
| C1-M-AV8  | 11       | Noms en « Knot »                                                           |

## Sources
- (en) Cet article est partiellement ou en totalité issu de l’article de Wikipédia en anglais intitulé « Type C3 class ship » (voir la liste des auteurs).
- Type C1 ships page
- World War II Merchant Shipbuilding Records
- L.A. Sawyer & W.H. Mitchell, From America to United States: The History of the long-range Merchant Shipbuilding Programme of the United States Maritime Commission, London, 1981, World Ship Society
- Frederic C. Lane, Ships for Victory: A History of Shipbuilding under the U.S. Maritime Commission in World War II,  (ISBN 0-8018-6752-5)